# Bauhinia burbidgei
Bauhinia burbidgei är en ärtväxtart som beskrevs av Otto Stapf. Bauhinia burbidgei ingår i släktet Bauhinia och familjen ärtväxter. Inga underarter finns listade i Catalogue of Life.